# 狮子林

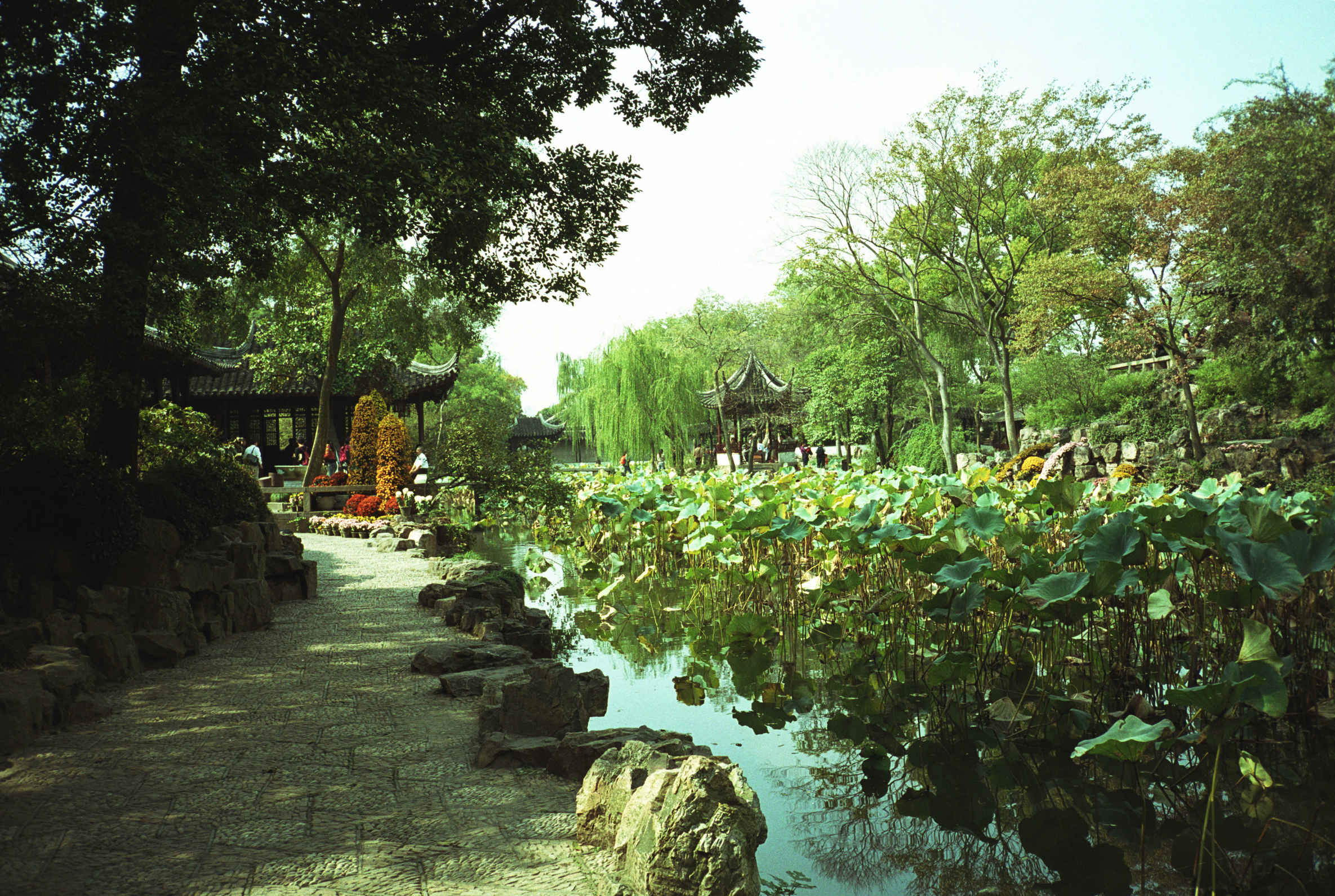
狮子林荷花池塘

狮子林位于中国江苏省苏州市姑苏区园林路，毗邻太平天国忠王府和拙政园，占地1.1公顷，开放面积0.88公顷，是苏州四大名园之一。已被列为第六批全国重点文物保护单位和世界文化遗产——苏州古典园林项目。

## 历史
在元朝至正二年（1342年），高僧天如法师的一群弟子为他建造禅林。其中的园林是元代著名画家、造园家倪瓒设计的。因为天如法师要纪念自己的师父中峰和尚得道于天目山狮子岩，故取名为“师子林”。又因为园中多竹，而有一假山酷似狮子，又名“狮子林”。建有“立雪堂”、“卧云室”、“指柏轩”、“问梅阁”、“冰壶进”、“玉鉴池”、“小飞虹”等。又有“狮子峰”、“含晖”、“吐月”等著名假山。在园建成后不久，当时苏州大量诗人学者风雅之士来此参禅，也时常吟诗作画，所作诗画大多收入《狮子林纪胜集》。其中著名的画有朱德润的《狮子林图》、倪瓒（号云林）的《狮子林横幅全景图》、徐贲的《狮子林十二景点图》。在元末明初时，成为名胜。
天如法师死后，弟子大多散去，寺园渐渐荒芜。明万历十七年（1589年），明性和尚在长安化缘筹款后重建寺园，又兴旺了起来。在清康熙时期，寺园分离。后为黄轩的父亲，衡州知府黄兴祖买下，改名“涉园”。清乾隆三十六年（1771年），黄轩考中状元，将府第修整一新，又改名“五松园”。清朝乾隆皇帝曾多次游览狮子林，并题有“真趣”匾，又作《游狮子林即景杂咏》七绝三首、七律一首。在清朝末年，黄氏家道中落，园林再次荒芜。
1917年，园林被上海颜料巨商贝润生（贝聿铭的叔祖父）购得。花大量金钱改造修整园林，新增了不少景点，并搜罗了大量古代碑帖置园中。并采用了不少近代建筑材料，包括水泥、钢筋、彩色玻璃，这在后来饱受争议。贝氏把园名改回“狮子林”，并筹备向公众开放，后因日本侵华不得不放弃。中华人民共和国成立后，1954年从贝润生的孙子贝焕章手里把狮子林收归国有，整修后向公众开放，由苏州园林管理处管理。
2000年，增补为世界文化遗产——苏州古典园林项目。2006年，列入第六批全国重点文物保护单位。

## 景点

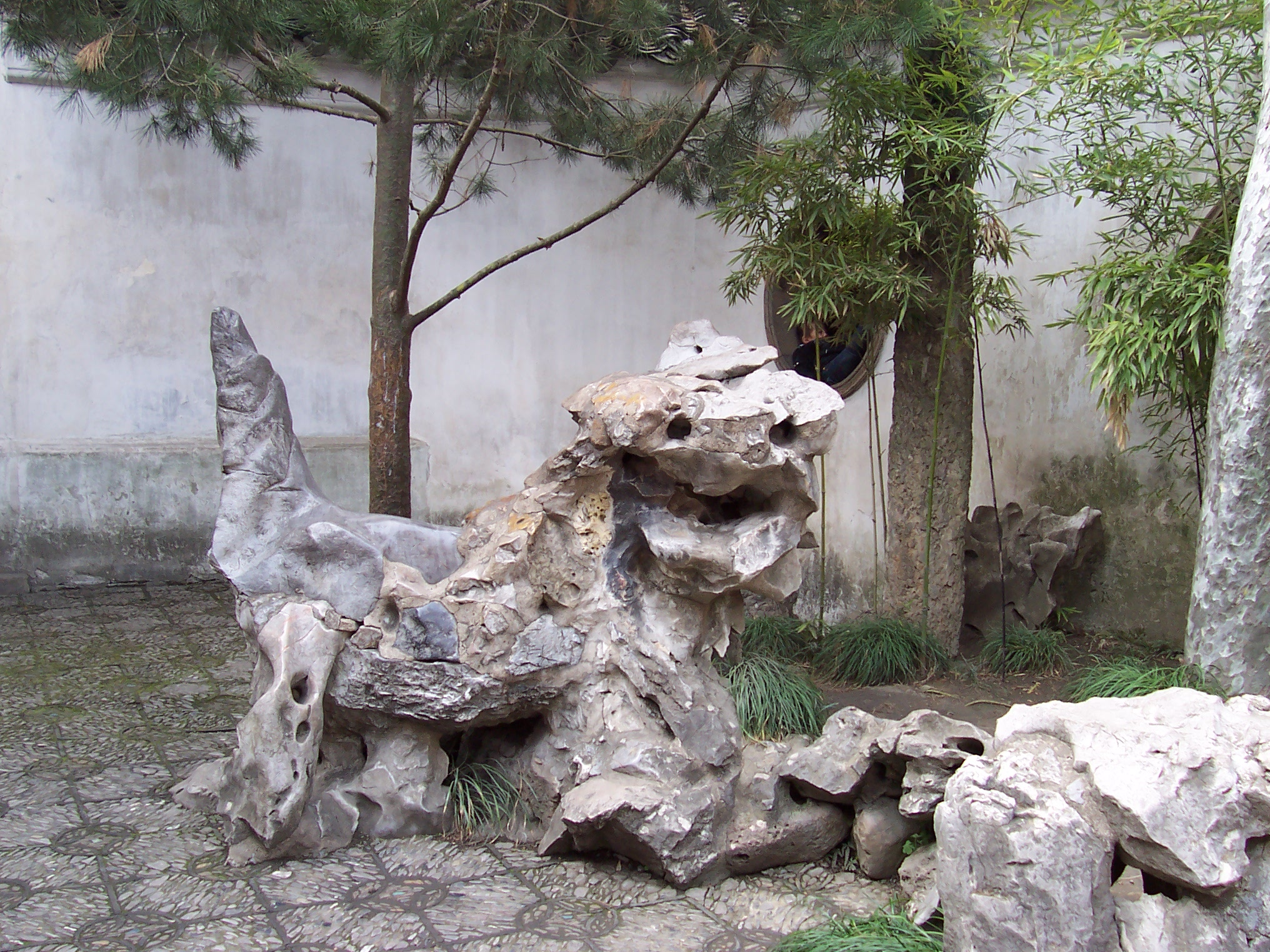
狮子林里的石头狮子

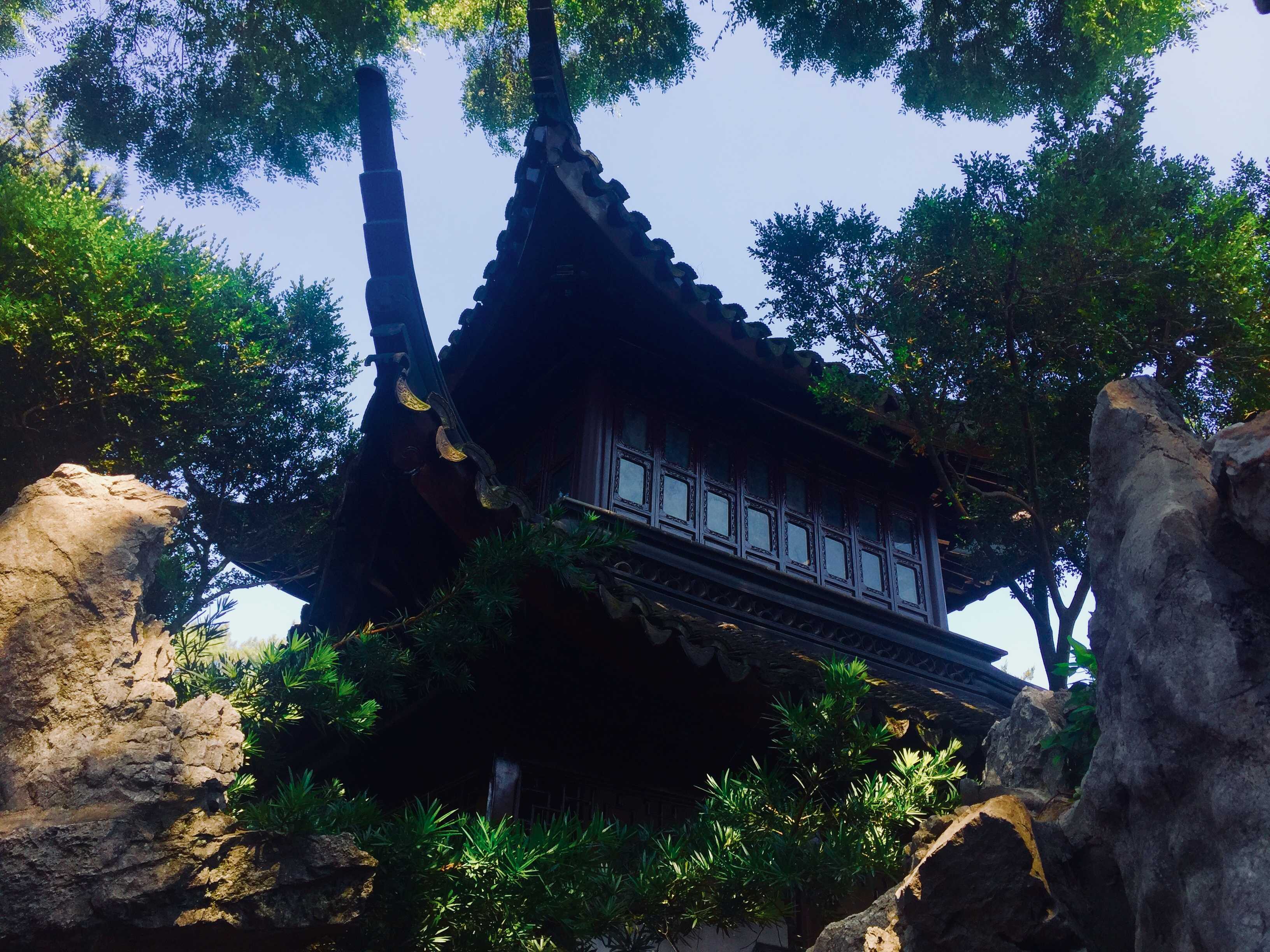
卧云亭

- 燕譽堂被分为前后两部分，两部分的装饰也各不相同。一般来说，前面的部分被用于男主人招待男宾，后面的部分被用于女主人招待女宾。
- 小方厅呈正方形，左右两边各有一扇巨大的方形窗。东窗外是素芯腊梅，西窗外是城市山林。
- 九狮峰是在小方厅北面的奇特假山造型，初看什么都不像，再看发觉它像9只在嬉戏的小狮子，再看又什么都不像，妙就妙在像与不像之间。
- 指柏轩原为禅僧讲公案，斗机锋的场所。在元朝时，它的前方有一棵宋朝的柏树，但现已不存在了。
- 真趣亭为乾隆下江南时，游玩狮子林后题的真趣匾所建。整个亭金碧辉煌，显示出一种皇家气派。
- 暗香疏影楼之名出自宋人林逋名句“疏影横斜水清浅，暗香浮动月黄昏。”的确，由于高超的造园技术，在暗香疏影楼的确能见到诗中的意境。
- 湖心亭处于狮子林池塘的中心，在游人绕池行走时，它始终是视线焦点。
- 卧云室是处于假山环抱中的方形楼阁。卧云是隐士的代称。
- 立雪堂出典于北宋时杨时和游酢向当时大儒程颐请教，程颐正在睡觉，两人就在外面等候，当时正下着大雪，等程颐醒来时，雪已有一尺深了。立雪堂内还有一幅对联：“苍松翠竹真佳容，明月清风是故人。”，表现了主人超凡脱俗的情趣。

## 假山
狮子林长久以来一直以假山闻名，被称之为“假山王国”。狮子林的假山大致可分为东西两部分，东边的被称之为旱假山，西边的被称之为水假山。太湖石被独具匠心地塑造成各种山峰、峭壁、山谷、洞穴等景观。园中有9条假山山脉、21处洞穴，数不清的怪石。还有各种姿势的猊狻石，包括舞狮、吼狮、斗狮、嬉狮等。假山中有迷宫似的小径蜿蜒上下，进出洞穴。游人往往能看见听见对方，却要走很长的路才能见到对方，而且能发现令人出乎意料的小径。

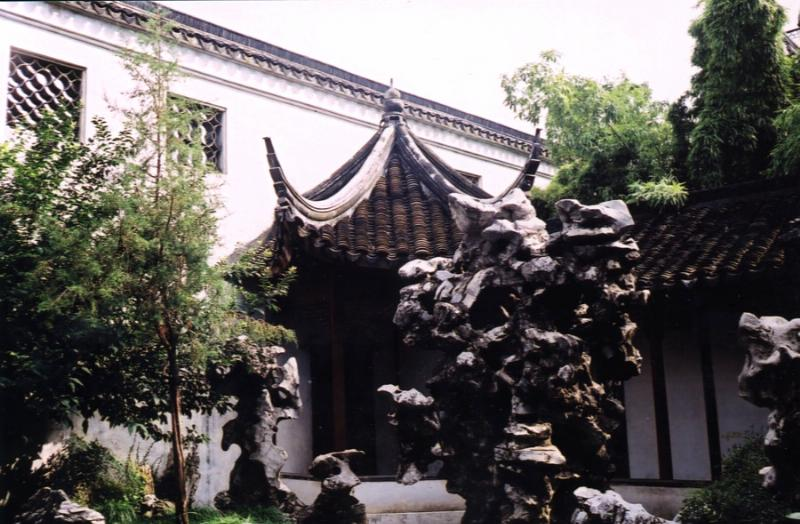
狮子林奇石

### 水假山
水假山中最有特色的是一块立在池的中央像达摩禅师的太湖石。它表现的是禅宗传说中的达摩头戴僧帽，脚踏芦苇渡过长江的故事。在大雨滂沱的日子裡，水假山的一些小径会被水淹没，游人走在水上会感到出奇的凉爽。真是“水得山而媚，水赖石以变。”

### 旱假山
旱假山的主要是在指柏轩的南面。在假山的顶上生长着一些古树，其中有一个树龄有几世纪的古树被称之为“腾蛟”，应为它看上去像一条正要冲上天去的龙。在假山内还有一处洞穴称之为棋盘洞，被附会成八仙中吕洞宾和铁拐李下棋，还认为棋盘是吕洞宾用剑划出来的。